# Ahmad Baba al-Timbukti
Pour les articles homonymes, voir Baba.
Ahmed Baba, né Abu Al-'abbas Ahmed Ibn Ahmed  Al-Massufi le 26 octobre 1556 à Araouane (Empire songhaï) et mort le 22 avril 1627, est un savant, juriste et auteur berbère sanhadja. 
Auteur prolifique, il prend position contre la traite orientale du commerce transsaharien. Emprisonné à Fès pour des accusations de sédition, il continue d'écrire durant son déjour, notamment la biographie de Cheikh Abdelkrim El Maghili. Le centre d'étude des manuscrits du désert à Tombouctou porte son nom depuis sa création en 1970 par le gouvernement malien avec l'aide de l'UNESCO.

## Biographie
Ahmad Baba est né le 26 octobre 1556 à Araouane, dans une famille berbère sanhadjienne. Son père était le maître Ahmad bin al-Hajj Ahmad bin Umar bin Muhammed Aqit. Il étudie à Tombouctou avec son frère et son oncle, mais en particulier Mohammed Baghyou, un malinké. Il couvre l'ensemble du champs d'études islamiques de l'époque : langue, rhétorique, figh, tafsir, etc. Il obtient sa licence d'enseignement et effectue des recherches historiques et commence à produire ses propres textes. Selon Joseph Ki-Zerbo, il aurait écrit plus de 700 ouvrages et sa bibliothèque comprenait 1600 références. Il est l'auteur d'un dictionnaire biographique des lettrés du Soudan occidental. 
Il n'y a pas d'autre traces de son activité jusqu'en 1594, date à laquelle il est déporté au Maroc à la suite d'accusations de sédition après l'invasion marocaine du Songhaï. Il reste à Fès jusqu'à la mort d'Ahmed al-Mansour. Son successeur, Zaidan el-Nasir, l'autorise à retourner dans son pays. Il revient à Tombouctou le 22 avril 1608. 

## Postérité
Il s'insurge contre la traite orientale, qu'il considère comme « une des calamités de notre époque ». Sa critique ne porte pas tant sur la pratique de l'esclavage que les critères sur lesquels il se fonde. Il prône plutôt un un esclavage fondé sur la religion plutôt que sur l'ethnie. 
La majorité de ses textes sont rédigés durant son séjour au Maroc, notamment la biographie de Muhammad Abd al-Karim al-Maghili, un érudit et juriste responsable d'une grande partie du droit religieux traditionnel de la région. 
Les textes Tarikh El-Fettach (Traduction Houdas, 1913) et Nozhet-Elhâdi (traduction Houdas, 1889), apportent des références essentielles à l'étude d'Ahmed Baba 
Le centre d'étude des manuscrits du désert à Tombouctou porte son nom depuis sa création en 1970 par le gouvernement malien avec l'aide de l'UNESCO. 

## Citation
« Ô toi qui vas à Gao fais un détour par Tombouctou. Murmure mon nom à mes amis et porte leur le salut parfumé de l'exilé qui soupire après le sol où résident sa famille, ses amis, ses voisins ».